# Canzonetta
Canzonetta (wym. kanconetta; wł., zdrob. od canzona) – krótka, popularna forma muzyczna z XVI i XVII wieku o lekkim charakterze, wywodząca się z Włoch.
Canzonetta posiada prostą budowę (aa b cc) i jest homofoniczna. Były popularne w Niemczech oraz Anglii, gdzie przekształciły się w angielską ayre. Kompozytorzy tworzący canzonetty:
- Claudio Monteverdi
- Lodovico Grossi da Viadana
- Felice Anerio
- Adriano Banchieri
- Luca Marenzio
- Pietro Cerone
- Orazio Vecchi
- Giovanni Artusi
- Hans Leo Hassler
- Giovanni Maria Nanino
- Francesca Caccini
- Salamone Rossi
- Hans Leo Hassler
- Joseph Haydn